# Christine Häsler
Pour les articles homonymes, voir Kiener.
Christine Häsler-Amacher, née le 11 janvier 1963 à Unterseen (originaire de Wilderswil et de Lütschental), est une personnalité politique suisse, membre des Verts. Elle est députée du canton de Berne au Conseil national de juin 2015 à mai 2018 et membre du gouvernement bernois depuis juin 2018.

## Biographie
Christine Häsler-Amacher naît Christine Häsler le 11 janvier 1963 à Unterseen, dans le canton de Berne. Elle est originaire de deux autres communes bernoises, Wilderswil et Lütschental.
Après sa scolarité à Grindelwald et Wilderswil, elle fait un apprentissage d'employée de commerce  au sein des autorités communales de Grindelwald et y obtient un certificat fédéral de capacité.
Elle travaille comme secrétaire municipale de Lütschental de 1986 à 1992, puis comme secrétaire générale des Verts pendant dix ans, de 1996 à 2006. Elle est ensuite responsable de la politique sociale de l'association Procap pendant cinq ans et enfin responsable de la communication des Forces motrices d'Oberhasli à partir de 2011.
Elle est divorcée et mère de quatre enfants, trois filles et un garçon. Elle habite le village de Burglauenen, rattaché à la commune de Grindelwald,.

### Parcours politique
Elle adhère aux Verts en 1994.
Elle est membre du Grand Conseil du canton de Berne du 1er juin 2002 au 30 juin 2015. Elle y est chef de groupe de son parti de 2006 à 2014 . Aux élections de 2014, elle obtient le deuxième meilleur résultat de sa circonscription.
Après le retrait d'Alec von Graffenried en juin 2015, elle devient conseillère nationale. Elle est réélue en octobre 2015. Elle siège à la Commission des affaires juridiques (CAJ) puis à la Commission de la sécurité sociale et de la santé publique (CSSS) à partir de décembre 2015.
Le 25 mars 2018, elle est élue au gouvernement bernois et démissionne donc de son mandat de conseillère nationale en mai 2018. Elle est à la tête de la Direction de l'instruction publique et de la culture depuis sa prise de fonctions le 1er juin 2018. Elle est réélue en troisième position des sept élus le 27 mars 2022.